# Gajus Klaudiusz Glaber
Gajus Klaudiusz Glaber (Gaius Claudius Glaber) – dowódca wojskowy późnej Republiki Rzymskiej pełniący urząd legata i pretora w 73 p.n.e. Został pokonany w bitwie pod Wezuwiuszem podczas powstania Spartakusa.

## Historia
Glaber był członkiem rzymskiej rodziny plebejskiej. Był jednym z ośmiu pretorów wybranych w 73 p.n.e., ale wymieniany jest tylko przez klasycznych historyków w związku z katastrofalnym dowodzeniem wojskami podczas powstania Spartakusa. Siły dowodzonej przez niego rzymskiej milicji (nie byli to zawodowi legioniści) zostały zniszczone, ponieważ nie był w stanie dostosować się do niekonwencjonalnej taktyki gladiatorów. Podczas bitwy pod Wezuwiuszem zupełnie zlekceważył powstańców Spartakusa, odcinając tylko jedną główną drogę prowadzącą ze zbocza. Sytuację wykorzystali powstańcy. Za pomocą mocnych lin splecionych z dzikich winorośli, zeszli oni nocą ze stromej skały, podchodząc pod obóz rzymski. Po zlikwidowaniu strażników ludzie Spartakusa uderzyli na nieprzygotowanych do obrony Rzymian w obozie. Nie ma informacji na temat tego, czy Glaber zginął podczas bitwy. Klasyczny badacz Barry S. Strauss zauważył, że ta niejasność mogła być również kolejną oznaką tego, jak mało uwagi rzymski senat poświęcił Spartakusowi w 73 p.n.e.

## Glaber w literaturze i kinematografii
Glaber pojawia się w powieści Roberta Harrisa Imperium, która jest kroniką kariery Marka Tulliusza Cycerona.
W ekranizacjach życia Spartakusa, Glabera zagrał:
- John Dall w filmie z 1960 r. pt. Spartakus
- Ben Cross w filmie z 2004 r. pt. Spartakus
- Craig Parker w serialu pt. Spartakus (2010-2013)